# Station Pieszyce Środkowe
Station Pieszyce Środkowe is een spoorwegstation in de Poolse plaats Pieszyce.